# Scirtes pinjarraensis
Scirtes pinjarraensis es una especie de coleóptero de la familia Scirtidae.

## Distribución geográfica
Habita en el oeste de Australia.